# La Maîtresse légitime
Pour plus de détails, voir Fiche technique et Distribution.
La Maîtresse légitime (Mogliamante) est un film italien réalisé par Marco Vicario et sorti en 1977.

## Synopsis
L’action se passe dans la province de Venise, au début du XXe siècle. Depuis que son mari, Luigi (Marcello Mastroianni), l’a déclarée frigide la nuit de leurs noces, Antonia De Angelis (Laura Antonelli) reste recluse, clouée au lit. Il ne fait pratiquement plus cas d’elle tout en sauvegardant les apparences aux yeux des autres. Un jour, il disparait brusquement sans laisser de traces. Antonia part, en cabriolet à cheval, à sa recherche sur les routes pour essayer de le retrouver. Elle en apprend alors sur ses affaires, ses passions, ses positions politiques, ses maîtresses et son indifférence vis-à-vis des paysans qui travaillent la terre de sa famille.
Antonia connait  de mieux en mieux la vie de son mari maintenant, mais il ne réapparait pas. Elle reprend ses affaires, ses habitudes et croise même sa maîtresse. Elle entame une liaison avec un jeune médecin étranger. Elle améliore aussi les conditions de vie des paysans et publie des écrits de son mari.
En réalité, une accusation d’assassinat a contraint Luigi à la clandestinité. Il s’est caché exactement en face de sa propre maison d’où il peut observer, derrière les carreaux d'une fenêtre, Antonia qui s’assume socialement dans la gestion de la propriété et y reçoit son amant. La police innocente Luigi de la charge qui pèse sur lui. Il lui faut maintenant savoir comment faire face à sa femme et à sa prodigieuse transformation.

## Fiche technique
- Réalisation : Marco Vicario
- Scénario : Rodolfo Sonego, Marco Vicario
- Producteur : Franco Cristaldi
- Musique : Armando Trovajoli
- Montage : Nino Baragli
- Directeur de la photographie : Ennio Guarnieri
- Costumes : Luca Sabatelli
- Genre : Drame
- Pays :  Italie
- Année : 1977
- Durée : 106 minutes
- Dates de sortie : 27 octobre 1977  Italie / 1er mars 1978  France

## Distribution
- Laura Antonelli : Antonia De Angelis
- Marcello Mastroianni : Luigi De Angelis
- Leonard Mann : Dr. Dario Favella
- William Berger : Comte Brandini
- Gastone Moschin : Vincenzo
- Elsa Vazzoler : La servante
- Olga Karlatos : Dr Pagano
- Stefano Patrizi : Enrico, le fiancé de Clara
- Annie Belle : Clara
- Mario Monti : Le maître d’hôtel
- Luigi Diberti :
- Enzo Robutti :
- Danielle Gabaï :
- Hélène Stoliaroff :
- Paul Muller :
- Attilio Dottesio :
- Armando Brancia :

## Distinction
- Prix David di Donatello 1978 : meilleure musique (Armando Trovajoli)

## Source de traduction
- (en) Cet article est partiellement ou en totalité issu de l’article de Wikipédia en anglais intitulé « Wifemistress » (voir la liste des auteurs).